# Evens Prophète
Evens Prophète (ur. 6 stycznia 1980) – haitański piłkarz występujący na pozycji pomocnika. Zawodnik klubu Aigle Noir AC.

## Kariera klubowa
W 2008 roku Prophète rozpoczął grę dla zespołu Aigle Noir AC.

## Kariera reprezentacyjna
W reprezentacji Haiti Prophète zadebiutował w 2009 roku. W tym samym roku został powołany do kadry na Złoty Puchar CONCACAF. Nie zagrał jednak na nim w żadnym meczu, a Haiti zakończyło turniej na ćwierćfinale.